# Regeringen Kivimäki
Regeringen Kivimäki var den 20:e regeringen i det självständiga Finland. I den borgerliga minoritetsregeringen ingick ursprungligen Framstegspartiet, Agrarförbundet och Svenska folkpartiet. I slutet av februari 1936 lämnade Svenska folkpartiet regeringen. Även opolitiska fackministrar ingick i T.M. Kivimäkis ministär. De flesta av dessa var medlemmar i Samlingspartiet och deltog i regeringsarbetet utan partiets mandat. Regeringen åtnjöt däremot starkt stöd från president Pehr Evind Svinhufvud som hade valts till sitt ämbete som Samlingspartiets kandidat. Detta hjälpte regeringen att sitta kvar i nästan fyra år som minoritetsregering, även om ingen av de tidigare regeringarna i det självständiga Finland hade suttit längre än två år. Ministären regerade från 14 december 1932 till 7 oktober 1936.
Kivimäkis regering fick ekonomin på fötterna efter den stora depressionen och bekämpade politiska ytterlighetstendenser till både höger och vänster. Inom utrikespolitiken anslöt sig regeringen till den nordiska neutralitetspolitiken. Regeringen fick ofta stöd från Socialdemokraterna speciellt i kampen mot högerextremismen. Kivimäki ville ta dödsstraffet åter i bruk under fredstid och regeringen avgick då detta förslag föll i riksdagen. En del av riksdagsledamöterna från Kivimäkis eget parti, Framstegspartiet, lät bli att delta i omröstningen som avgjorde regeringens öde.
| Minister                                                                             | Ämbetsperiod                                                                                   | Parti                                |
| ------------------------------------------------------------------------------------ | ---------------------------------------------------------------------------------------------- | ------------------------------------ |
| Statsminister T.M. Kivimäki                                                          | 14 december 1932–7 oktober 1936                                                                | Framstegspartiet                     |
| Utrikesminister Antti Hackzell                                                       | 14 december 1932–7 oktober 1936                                                                | opolitisk (Samlingspartiet)          |
| Biträdande utrikesminister Rolf Witting                                              | 30 december 1932–28 februari 1936                                                              | Svenska folkpartiet                  |
| Justitieminister Hugo Malmberg Eric J. Serlachius Emil Jatkola                       | 14 december 1932–27 februari 1933 27 februari 1933–28 februari 1936 6 mars 1936–7 oktober 1936 | Svenska folkpartiet Framstegspartiet |
| Inrikesminister Yrjö Puhakka                                                         | 14 december 1932–7 oktober 1936                                                                | opolitisk (Samlingspartiet)          |
| Försvarsminister Arvi Oksala                                                         | 14 december 1932–7 oktober 1936                                                                | opolitisk (Samlingspartiet)          |
| Finansminister Hugo Relander                                                         | 14 december 1932–7 oktober 1936                                                                | opolitisk                            |
| Biträdande finansminister Ragnar Furuhjelm Rolf Witting Tyko Reinikka                | 14 december 1932–21 april 1933 21 april 1933–28 februari 1936 6 mars 1936–7 oktober 1936       | Svenska folkpartiet Agrarförbundet   |
| Undervisningsminister Oskari Mantere                                                 | 14 december 1932–7 oktober 1936                                                                | Framstegspartiet                     |
| Jordbruksminister Kalle Jutila Eemil Linna                                           | 14 december 1932–25 september 1936 25 september 1936–7 oktober 1936                            | Agrarförbundet Framstegspartiet      |
| Biträdande jordbruksminister Eemil Linna                                             | 19 januari 1934–25 september 1936                                                              | Agrarförbundet                       |
| Minister för kommunikationsväsendet och allmänna arbetena Eemil Linna Erik Koskenmaa | 14 december 1932–25 september 1936 25 september 1936–7 oktober 1936                            | Framstegspartiet opolitisk           |
| Biträdande minister för kommunikationsväsendet och allmänna arbetena Erik Koskenmaa  | 17 december 1932–25 september 1936                                                             | opolitisk                            |
| Handels- och industriminister Ilmari Killinen Atte Arola                             | 14 december 1932–6 mars 1936 6 mars 1936–7 oktober 1936                                        | Framstegspartiet Agrarförbundet      |
| Socialminister Eemil Hynninen Bruno Sarlin                                           | 14 december 1932–31 december 1935 31 december 1935–7 oktober 1936                              | Agrarförbundet Framstegspartiet      |

## Fotnoter
1. ↑  Svinhufvud, Pehr Evind. Finlands nationalbiografi (finska)
2. ↑  
Kivimäki, Toivo Mikael. Uppslagsverket Finland. Schildts. Läst 25 juli 2011.
3. ↑  Istuuko Kataisen hallitus vaalikauden? Aamulehti 21 juni 2011.
4. ↑  20. Kivimäki Arkiverad 2 april 2012 hämtat från the Wayback Machine. Statsrådet. (finska)